# Cine de Azerbaiyán
El cine de Azerbaiyán es la actividad cinematográfica producida en dicha nación.
La industria cinematográfica en Azerbaiyán se inició desde la década de 1890, cuando la corte lleva un cinematógrafo de Francia. Una producción específica de Azerbaiyán se inició desde la década de 1910 y desarrolla a lo largo del siglo XX y el cine de Azerbaiyán es una parte importante de la cultura de Azerbaiyán.

## Historia

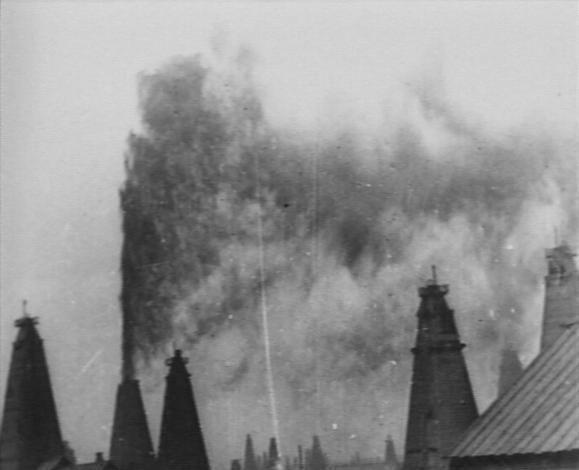
The Oil Gush in Balakhany, la primera película producida en Azerbaiyán, y una de las primeras películas en el mundo (1898).

Después de la sesión primera organizada en Francia, en 21 de junio de 1898 se demuestraron sujetos de cine Paseo popular en el jardín de ciudad, La entrada del tren a la estación ferroviaria, La calle de Bakú a la madrugada, que trata de la vida de Bakú, en el circo teatral de Vasil-Vyatsci en Bakú como una parte de contenido del espectáculo. Este espectáculo tenía un carácter experimental. Y ese año, en el 2 de agosto Alexandre Michon, quien había vivido en Bakú más de 25 años, el secretario de círculo de foto científico de Bakú, el editor y fotógrafo, organizó la demostración independiente de los sujetos de documental crónicos y los de argumento rodados por él mismo llamados El incendio de pozo brotante de petróleo en Bibijeybet, La despedida del emir de Su Majestad de Buxara, El baile de Caucaso y Ya te cogí.
Los sujetos citados se proyectaron y se conservaron en la exposición mundial organizada en París en 1990. Dos de éstes - El incendio de pozo brotante de petróleo en Bibijeybet y El pozo brotante de petróleo de Balajani – se devolvieron a Azerbaiyán desde el archivo de cine de Francia en 2001. Estos sujetos en la actualidad se guardan en la película de 35 mm y en las cintas de video en el fondo de filmes. Derivando del resultado de este hecho histórico, en 18 de diciembre de 2000 según el orden de Haydar Aliyev el Presidente de la República de Azerbaiyán, 2 de agosto fue declarado como el día vocacional de los trabajadores de la cinematografía – Día del Cine de Azerbaiyán. 
En 1908 Grossman, el camarógrafo profesional empezó rodar sujetos sobre la vida de explotaciones petroleras de Bakú. Este tema interesó a las campañias de cine de Francia como Paté y Gomón y ellas enviaron sus camarógrafos a Bakú. Filmes rodados se proyectaron en cinemas de la ciudad Record, Micado, Expreso, Francés.

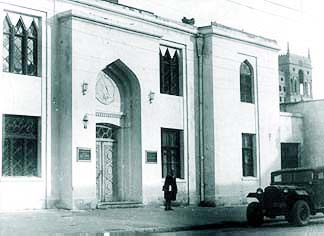
El primer estudio de cine en Bakú, fundada en 1920. La ubicación del estudio estaba detrás del Palacio de Gobierno en Bakú (superior derecha). El edificio ya no existe.

En 1915 los hermanos Pirone crearon una Sociedad por Acciones y en 1916 y en 1917 se rodaron películas principales de cortometraje adecuadamente En el reino de petróleo y millones sobre la base de narración homónima de Ibrajim bay Musabayov y Arshin mal alan sobre la base de la opereta homónima de Uzeyir Hajibeyov. El director de ambas películas fue Boris Svetlov y el camarógrafo Grigori Lemberg. Ambos de ellos fueron invitados de San Petersburgo.
En mayo de 1918, después de la proclamación de la República Democrática de Azerbaiyán el gobierno nuevo hizo muchas reformas culturales y políticas. Las relaciones exteriores diplomáticas, culturales, políticas contribuyeron a las vistas públicas y a que los ejemplos primeros del cine mundial se trajeron a Bakú. En el resultado comenzó aumentarse la cantidad de aficionados a cinematografía en Bakú. En 1918 ellos se unieron en el Consejo de personalidad teatral y de Cinematografía. En 28 de mayo de 1919 se rodó una película de actualidades dedicada al aniversario de la República Democrática de Azerbaiyán. Por desgracia, esta película, que era el primer ejemplo publicístico de blindaje de Azerbaiyán, no ha llegado hasta nuestro días.
Después de apropiación de Azerbaiyán por el Ejército Rojo Bolchevique y la decadencia del gobierno nacional en abril de 1920, Nariman Narimanov, el jefe del comité revolucionario, firmó el decreto sobre la nacionalización de entidades de cinematografía y fundaron Azerbaijanfilm. Ese año se rodó las películas de actualidades como El desfile de unidades del Ejército Rojo en Bakú, El congreso de pueblos orientales y El entierro de 26 comisarios de Bakú.
En 1923 se estableció estudio de cine en Azerbaiyán. Desde el año 1925 se dio al uso la fábrica del cine que era una rama principal del estudio de cine. 
El estudio de cine en los años 1923-1926 fue nombrado La Entidad de Foto-Cine de Azerbaiyán (EFCA), en 1926-1930 como Azdovlatquino (El Cine Estatal de Azerbaiyán), en los años 1930-1933 Azerquino (Cine de Azerbaiyán), en 1934 Azdovletquinosenayesi (La Producción de Cine Estatal de Azerbaiyán), en los años 1935-1940 Azerfilm (Filme azerbaiyano), en 1941-1959 El estudio de Bakú y desde 1961 lleva el nombre del estudio de cine de Filme de Azerbaiyán por nombre de Dzafar Dzabbarli.

La película Bismillah rodada por Abbas Mirza Sherifzade en 1926 es la primera obra independiente y Sherifzade es el primer director nacional de cine de la cinematografía de Azerbaiyán. En 1925 con el fin de apoyar a cuadros de cine nacional fueron invitados a Bakú famosos directores de cine como I. Savchenco, V. Pudovquin, A. Becnazarov, N. Shenguelaya.
En la antología de cine Glorioso Azerbaiyán rodada en 1926 bajo la dirección de B. Pumpyansqui y V. Yeremeyev han hablado Piri Nuriyev, el petrolero y Gudrat Samedov, el cultivador de algodón. Y así se fundamentó la primera filmación sincronizada en república. 
Y ese año se rodó el primer filme sonoro de nuestro cine nacional – la comedia A la orilla del mar azul que era la producción conjunta de estudios de cine Azerfilm y Mejrabpomfilm. Este filme bajo la dirección de Boris Barnet y Samed Mardanov en 1995 se incluyó a la lista de 10 obras bueníssimas del cine mundial según la solicitud presentada de la revista Notas de ciencia cinematográfica por motivo de centenario del cine mundial entre cineastas más conocidos, además a las listas de Bernar Ayzenshitsin en Francia, y la de Naum Cleyman en Rusia.
Samed Mardanov, el segundo director de este cine se educó en el estudio del genio Serguéi Eisenstein en el instituto de Cinematografía Estatal de toda la Unión Soviética y es el primer director de cine educado en la historia de Cine de Azerbaiyán. Campesinos, el primer filme principal independiente del director de cine, es una de las muestras mejores de nuestro cine nacional por su nivel de profesionalidad.
Aunque la producción de película se dismunió en los años de la Segunda Guerra Mundial, los camarógrafos siempre fueron en la línea principal del frente. Las secuencias rodadas en el fragor del combate de la guerra por los camarógrafos S. Badalov, Dz. Mamedov, M. Mustafayev, A. Hasanov, etc. al presente se utilizan en los materiales de actualidades. Los camarógrafos, entrados a Irán – Azerbaiyán del Sur desde principios de la guerra en el cuerpo del ejército soviético, han grabado en cinta la vida de pueblo de ahí, el desfile del ejército soviético en Tabriz en 7 de noviembre de 1942, el proceso de movimiento democrático y los líderes del movimiento. 
En 1945 Rza Tajmasib, el director rodó Arshin mal alan (sobre la base de la opereta homónima de Uzeyir Hajibeyov). Arshin mal alan desde su producción hasta hoy día es la película de Azerbaiyán más proyectada en interior y exterior del país. Esta película se incluyó a la Lista de oro en la lista de 100 películas más favorables proyectadas durante muchos años en la pantalla soviética según la opinión unánime de los famosos especialistas de cine en las encuestas sosiológicas hechas por motivo del centenario del cine ruso.

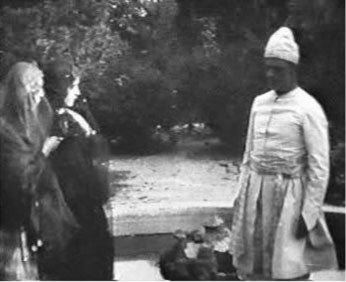
La primera película soviética de Azerbaiyán, La Leyenda del Tour Virgen (1924).

En los años 1950 en Bakú se celebró la semana de películas indias. Viendo el torrente de gente a los cinemas los directores de cine comenzaron incluir los elementos del cine indio a sus películas. En los años 1950 en la producción de cine se daba preferencia a las comedias musicales, a melodramas ricos con los elementos indios – Bajtiyar (dir. Latif Safarov 1955), La entrevista (dir. Tofig Taguizade 1955), Si no es ella, que sea la otra (1956), Bajo el Sol abrasador (dir. Latif Safarov 1957), La madrastra (dir. Jabib Ismailov 1958). Eses años son el tiempo de disminución del ritmo del desarrollo en el cine de Azerbaiyán.
A mediados de los años 1960 y a principios de los años 1970 la situación se cambia. Hasan Seyidbayli, el director y guion ha traído muchos personajes nuevos, inteligentes, multicapas (La chica telefonista, ¿Por qué te callas?, etc.). En las películas rodadas en ese período – Batallón invencible (dir. Hasan Seyidbayli 1965), Yo no era tan guapa (dir. Tofig Taguizade 1968), Ultima noche de infancia (dir. Arif Babayev 1968), En una ciudad de sur (dir. Eldar Guliyev 1969), Nuestro professor Dzabish (dir. Hasan Seyidbayli 1969), El pan indivisible (dir. Shamil Majmudbayov 1969), Yo quisiera 7 hijos (dir. Tofig Taguizade 1970) – se siente la influencia de neorrealismo italiano. 
Los años 1970 han quedado en la memoria con la creación de la primera película-ópera en el cine de Azerbaiyán. En 1970 Vladimir Gorriquer, el director de cine rodó la película-ópera Sevil sobre la base de los motivos de la obra y la de la ópera homónimas de Ficrat Amirov, el compositor. 
A fines de los años 1970, a principios de años 1980 la lucha hecha en el nivel estatal contra la corrupción en toda la Unión Soviética, luego la perestroika y la política de glásnost se dejó ver en cine también. En las películas de eses años La investigación (dir. Rasim Ochagov 1979), Quiero entender (dir. Oqtay Mirgasumov 1980), Su amor desgraciado (dir. Ziyafet Abbasov 1980), El diablo está ante el ojo (dir. Oqtay Mirgasumov 1987) se ha dado lugar más a los temas sociales – estratificación en la sociedad, sobornación, arbitrariedad de funcionarios, etc.
La llegada de XXI se acuerda más de la dismunición considerablemente de la cantidad de estudios independientes, alejamiento de medios privados de cine. Pues, en los años 2000 Estado se ha convertido gradualmente a fuente financiero dominante para la cinematografía y ha tomado la producción a su control. Estos años se caracterizan también por la llegada de nueva generación al cine nacional. Esta generación, que persigue de cerca los procesos en el cine mundial, procuran producir filmes que podrán salir a fuera de los límites del país desde punto de vista de visual y de dramatismo. Entre los filmes en largometraje y en cortometraje de últimos años unos como La casa de Asif Rustamov, El nudo de Ali Isa Dzabbarov, La puerta cuadragésima de Elchin Musaoglu, La torre de Shamil Nadzafzade, Las muñecas de Chinguiz Rasulzade se proyectaron en los festivales internacionales de cine en Róterdam, Montreal y Tabriz, y ha conseguido mucho éxito.

## Directores prominentes
- Dzafar Dzabbarli
- Abbas Mirza Sherifzade
- Samed Mardanov
- Rza Tajmasib
- Latif Safarov
- Tofig Taguizade
- Jabib Ismailov
- Hasan Seyidbayli
- Arif Babayev
- Eldar Guliyev
- Shamil Majmudbayov
- Rasim Ochagov
- Oqtay Mirgasumov
- Ziyafet Abbasov
- Asif Rustamov
- Ali Isa Dzabbarov
- Elchin Musaoglu
- Shamil Nadzafzade
- Chinguiz Rasulzade

## Estudios de cine
- Azerbaijanfilm